# Беніто Боніто
Беніто Боніто (ісп. Benito Bonito) на прізвисько «Кривавий Клинок» (Bloody sword) — персонаж відомих легенд про піратів Карибського моря та Тихого океану початку XIX століття, зокрема, згідно з легендами, він зарив величезні скарби або на острові Кокос (Коста-Рика), або біля містечка Квінскліфф (Вікторія, Австралія). І хоча багато джерел погоджуються з існуванням цієї людини, часто його ім'я асоціюють з іншими піратами.

## Історія Мері Велч
Широкий розголос романтичні пригоди Кривавого Клинка отримали в 1853 році, коли в газеті Сан-Франциско було опубліковане інтерв'ю, взяте у Мері Велч (Mary Welch або Welsh). Ця жінка, що приїхала з своїм чоловіком з Австралії, заявляла, що в 1820 році вона була викрадена в Панамі капітаном Беніто Боніто — «піратом, чиє ім'я вселяло жах в серця всіх, хто мешкав в тих страшних місцях». За її словами під псевдонімом Беніто Боніто ховався «дійсний англійський джентльмен успіху» Александер Грехем (Alexander Grahame), британський капітан, що в 1805 році під час Трафальгарської битви командував бригом «Девоншир». Проте Гораціо Нельсон обділив його у нагороді, і від відвів свій бриг в американські води із наміром стати піратом. Велика частина команди підтримала свого капітана, решту висадили на панамському березі.
Першим з його відомих трофеїв став галеон «Релампаго», захоплений біля Акапулько. Після цього нападу пірат доправив здобич на нежилий острів Кокос. На березі бухти Вейфер матроси прорили шахту до підземної печери, де і поховали награбоване. Через шість місяців Кривавий Клинок знову повернувся на острів Кокос із здобиччю, «яка була не менша за першу. Золото вивантажили на берег і знову укрили в печері.
Під час третього походу Беніто Боніто не пощастило: він був наздогнаний двома британськими королівськими фрегатами біля узбережжя Коста-Рики і схоплений. Перед смертю він передав Мері карту з позначеним на ній місцем захованих скарбів. Після цього Беніто Боніто і більшу частину команди без суду безжально повісили на реях (за іншою версією їх стратили вже в Англії), а Мері та кількох розбійників, «що розкаялися», англійські військові моряки відвезли до Лондона. Королівський суд засудив Мері до каторжних робіт на острові Тасманія, де вона вийшла заміж за Джона Велча, з яким після закінчення терміну покарання переселилася до Каліфорнії.

## Інші версії
За іншими даними справжнє ім'я Беніто Боніто було не Александер, а Бенетт Грехем (Bennett Grahame).  І хоча ця версія легенди узгоджується з тим, що він командував вказаним бригом «Девоншир», Грехем вирішив стати піратом пізніше, у 1818 році, коли «Девоншир» був відправлений з місією дослідження узбережжя Південної Америки. Ще інші джерела, проте, розділяють Беніто Боніто і Бенетта Грехема, вважаючи їх різними людьми, які, втім, протягом деякого періоду діяли разом.
Як найвідоміший «подвиг» Боніто зазвичай згадують захоплення транспорту з золотом з центральних районів Мексики до Акапулько. Боніто просто висадився на суші, захопив конвой, переодяг своїх людей в їх форму та на виду у всіх погрузив золото на свій корабель. Все це відбулося абсолютно безкровно.

## Австралійська версія
На думку австралійських шукачів скарбів Беніто Боніто після пограбування кількох іспанських кораблів зі скарбами не заходив на острів Кокос, а пішов прямо до берегів їх континенту. Вони вважали, що пірат прямував до Мельбурну, але коли він входив у затоку Порт-Філіп його несподівано атакував англійський королівський фрегат. Кривавий Клинок зумів врятуватися, висадившись на берег біля мису Квінскліфф (Вікторія), де й заховав скарб вартістю 30 млн фунтів стерлінгів. Скарб був захований в печері, вхід в яку завалили, підірвавши бочку з порохом. Пізніший землетрус довершив роботу. Через деякий час пірати були спіймані та всі повішені, окрім юнги, якому вдалося втекти на острів Тасманія. Знавці стверджували, що у цього юнги на лівому передпліччі була витатуювана карта, на якій хрестиком була позначена печера зі скарбом Беніто Боніто. Фінал цієї історії традиційний для більшості історій про скарби: безліч спроб розшукати скарб, перевезений піратами до Австралії, закінчилися безрезультатно.